# Chaetostricha magna
Chaetostricha magna is een vliesvleugelig insect uit de familie Trichogrammatidae. De wetenschappelijke naam is voor het eerst geldig gepubliceerd in 1913 door Girault.